# Petra Simon (Handballspielerin)
Petra Anna Simon (* 12. November 2004 in Budapest, Ungarn) ist eine ungarische Handballspielerin, die für den ungarischen Erstligisten Ferencváros Budapest aufläuft. Im März 2025 wurde sie nach einer von der Internationalen Handballföderation organisierten Wahl zur U23-Welthandballerin des Jahres 2024 gewählt.

## Karriere

### Im Verein
Simon nahm als Grundschülerin an einem schulübergreifenden Handballturnier teil, bei dem der Leiter von KMSE auf sie aufmerksam wurde und sie zum Training einlud. Infolgedessen lief sie sieben Jahre für KMSE auf. Im Jahr 2018 wechselte sie in die Jugendabteilung von Ferencváros Budapest. Simon kam im Jahr 2022 im Pokalfinale der Damen zum Einsatz, in dem sie drei Treffer zum Erfolg gegen Győri ETO KC beitrug. Anschließend unterschrieb die Rückraumspielerin einen Vierjahresvertrag bei Ferencváros. Simon lief in der Saison 2022/23 auf Leihbasis für den ungarischen Erstligisten MTK Budapest auf, für den sie in 19 Erstligaeinsätzen 80 Treffer erzielte. Daraufhin kehrte sie in den Kader von Ferencváros zurück. 2024 gewann Simon mit Ferencváros ein weiteres Mal den ungarischen Pokal. Im selben Jahr errang sie zum ersten Mal den ungarischen Meistertitel. Im ungarischen Pokalfinale 2025 setzte sich Simon mit ihrer Mannschaft im Siebenmeterwerfen erfolgreich gegen Győri Audi ETO KC durch.

### In Auswahlmannschaften
Simon nahm mit der ungarischen Jugend-Beachhandballnationalmannschaft an der U-17-Beachhandballeuropameisterschaft 2019 teil, mit der sie die Silbermedaille gewann. Simon erzielte mit 66 Punkten die zweitmeisten Punkte für ihre Auswahlmannschaft.
Daraufhin fokussierte sie sich auf den Hallenhandball. Mit der ungarischen Jugendnationalmannschaft gewann sie die Goldmedaille bei der U-17-Europameisterschaft 2021. Im folgenden Jahr errang Simon mit der ungarischen Jugendauswahl die Bronzemedaille bei der U-18-Weltmeisterschaft und wurde zusätzlich in das All-Star-Team gewählt. 2023 gewann sie mit Ungarn den Titel bei der U-19-Europameisterschaft. Simon, die im Turnierverlauf 43 Treffer erzielte, wurde als beste Spielmacherin ins All-Star-Team sowie zum MVP des Turniers gewählt.
Simon bestritt am 15. Oktober 2023 ihr Länderspieldebüt für die ungarische A-Nationalmannschaft, bei dem sie sieben Treffer gegen Österreich erzielte. Im selben Jahr nahm sie an der Weltmeisterschaft teil, die Ungarn auf dem zehnten Platz abschloss. Simon erzielte im Turnierverlauf neun Treffer. Simon gehörte dem Kader der ungarischen Auswahl bei den Olympischen Spielen 2024 in Paris an. Bei der Europameisterschaft 2024 gewann sie die Bronzemedaille.

## Erfolge und Auszeichnungen
- ungarische Meisterin 2024
- ungarische Pokalsiegerin 2022 und 2024
- Vize-U-17-Beachhandball-Europameisterin 2019
- U-17-Europameisterin 2021
- U-19-Europameisterin 2023
- U23-Welthandballerin des Jahres 2024